# محمد سرور دخيل الله العتيبي
محمد سرور دخيل الله العتيبي مواطن سعودي، كان محتجزا خارج نطاق القضاء في معسكرات اعتقال خليج غوانتانامو الأمريكية في كوبا. كان رقمه التسلسلي بمعتقل غوانتانامو 96. وتقدر وزارة الدفاع أن العتيبي ولد في عام 1984 في القيصومة بالمملكة العربية السعودية.

## محكمة مراجعة وضع المقاتلين
في البداية أكدت إدارة بوش أنها قادرة على حجب كل أشكال الحماية التي توفرها اتفاقيات جنيف عن الأسرى من الحرب ضد الإرهاب. وطُعنت بهذه السياسة أمام السلطة القضائية. وقال المنتقدون إن الولايات المتحدة لا يمكنها أن تتهرب من التزامها بإجراء محاكم مختصة لتحديد ما إذا كان الأسرى يتمتعون، أو لا يحق لهم، بالحماية من وضع أسرى الحرب.
وفي وقت لاحق، أنشأت وزارة الدفاع محاكم إستعراض وضع المقاتلين. بيد أن المحكمتين لم تخولا تحديد ما إذا كان الأسرى مقاتلين شرعيين – بل هما يخولان فقط أن يقدما توصية بشأن ما إذا كان الأسير قد صمم من قبل على نحو صحيح على أن يكون مطابقا لتعريف إدارة بوش بمقاتل عدو.

### ملخص مذكرة الأدلة
وأعد في 14 سبتمبر 2004 موجز لمذكرة الأدلة لمحكمة إستعراض وضع المقاتلين لمحمد سرور دخيل الله العتيبي. وضمت المذكرة الادعاءات التالية ضده:
أ. المعتقل مرتبط بالقاعدة:
1. ويرتبط المعتقل بجماعة لشكر طيبة و/أو جيش محمد.
2. إن كلا من جماعة عسكر طيبة وجيش محمد على حد سواء هما منظمتان إرهابيتان متمركزتان في باكستان ولديهما علاقات راسخة مع تنظيم القاعدة.
3. وخلال صيف عام 2000، سافر المعتقل من المملكة العربية السعودية إلى لاهور، باكستان، لحضور معسكر الأكوا للتدريب العسكري حتى يتعلم كيف يحارب التحالف الشمالي.
4. وأثناء وجوده في معسكر الأكوا للتدريب العسكري، تلقى المعتقل تدريبا على استخدام بندقية الكلاشنكوف.
5. وكان المعتقل قد سافر من المملكة العربية السعودية إلى أفغانستان خلال يونيو 2001 لمحاربة التحالف الشمالي.
6. وقد سلم المعتقل نفسه للتحالف الشمالى في مزار شريف في اواخر عام 2001.

ب. وقد شارك المحتجز في العمليات العسكرية ضد الولايات المتحدة أو شركائها في التحالف.
1. وكان المعتقل يحمل بندقية كلاشنكوف، وكان موجودا على الخطوط الأمامية حيث قاتل ضد قوات التحالف.
2. وقد شارك المعتقل في أعمال الشغب في سجن مزار شريف.

## النقل إلى السعودية
في 25 يونيو 2006، نقل 14 رجلا من غوانتانامو إلى السعودية. وقد تم التعرف على السعودي محمد سرور دخيل الله العتيبي كأحد المفرج عنهم.

## وصلات خارجية
- The Guantánamo Files: Website Extras (1) – The Qala-i-Janghi Massacre Andy Worthington